# Elizabeth Dupeyrón
Elizabeth Dupeyrón (Teapa, Tabasco, 14 de enero de 1951) es una actriz mexicana. 

## Carrera
Elizabeth Dupeyrón comenzó su carrera como actriz siendo una niña en la película El jinete solitario en 1958. Ha actuado en varias películas como Hasta el viento tiene miedo (1968), en la película estadounidense The Wild Bunch (1969), Amor letra por letra (2008), etc. También ha actuado en telenovelas como Yo no pedí vivir (1977), Colorina (1980), Cicatrices del alma (1986), Cenizas y diamantes (1990), Dos mujeres, un camino (1993) Cañaveral de pasiones (1996), Alma rebelde (1999), Bajo la misma piel (2003), Cuidado con el ángel (2008), Mar de amor (2009), más recientemente ha aparecido en La que no podía amar (2011), Por siempre mi amor (2013) y La gata (2014).

## Filmografía

### Programas de televisión
- No empujen (1982-1985) Actriz comediante como atractivo visual.
- Mujer, casos de la vida real (Actuó en 2 episodios en 2002)
- La rosa de Guadalupe (Capítulo: Amor, como un sueño) (2014) ... Doña Catalina de Monasterio
- Y sin embargo se mueve (1987)

### Películas
- Amor letra por letra (2008) .... Carmelita
- Inventando un crimen (1992)
- Muerte del federal de caminos (1987)
- Tierra sangrienta (1979)
- Erótica (1979)
- El federal de caminos (1975)
- De sangre chicana (1974)
- Pat Garrett y Billy the Kid (1973)
- The Bridge in the Jungle (1971) .... Joaquina
- La maestra inolvidable (1969) .... Golondrina (adolescente)
- The Wild Bunch (1969) .... Rocío
- Operación carambola (1968)
- Hasta el viento tiene miedo (1968) .... Josefina
- Los adolescentes (1968)
- The Bandits (1967)
- El rata (1966)
- Torero por un día (1963) .... Lolita
- María Pistolas (1963)
- Tesoro de mentiras (1963) .... Martita González
- El terrible gigante de las nieves (1963) .... Lita Méndez
- La trampa mortal (1962)....Rosita niña
- La edad de la inocencia (1962) .... Niña
- Locura de terror (1961)
- Macario (1960) .... Hija de Macario
- Yo pecador (1959)
- Nacida para amar (1959)
- El jinete solitario (1957)
- Música de siempre (1958)
- Viaje a la luna (1958)
- Los tres mosqueteros y medio (1957)
- Locos peligrosos (1957)
- El campeón ciclista (1957)
- La Faraona (1956)
- El chismoso de la ventana (1956)
- Pensión de artistas (1956)
- Casa de perdición (1956)
- El vividor (1956)
- La engañadora (1956)
- Club de señoritas (1956)

### Telenovelas
- Nadie como tú (2023) .... Mercedes Benítez de Gamero
- La gata (2014) .... Carolina
- Por siempre mi amor (2013-2014) .... Lidia Oropeza de Alanis
- La que no podía amar (2011) .... Elsa Villaseñor de Galván
- Mar de amor (2009-2010) .... Mística
- Cuidado con el ángel (2008-2009) .... Luisa San Román de Maldonado
- Bajo la misma piel (2003-2004) .... Ángela Quintero
- ¡Vivan los niños! (2002-2003) .... Fabiola del Moral
- Alma rebelde (1999) .... Pamela
- Gotita de amor (1998) .... Florencia
- Cañaveral de pasiones (1996) .... Socorro Carrasco + Villana
- Dos mujeres, un camino (1993-1994) .... Amalia Núñez de Toruño
- Cenizas y diamantes (1990-1991) .... Sor Fátima
- Dos vidas (1988) .... Sonia Palas
- El rincón de los prodigios (1987-1988) .... Roxana
- Cicatrices del alma (1986-1987) .... María José
- Esperándote (1985-1986) .... Irene
- Te amo (1984-1985)
- Déjame vivir (1982) .... Gilda Echarri
- Colorina (1980-1981) .... Marcia Valdés +
- Rosalía (1978-1979)
- Acompáñame (1977) .... Rita
- Yo no pedí vivir (1977-1978) .... Irene
- Mundo de juguete (1974-1977) .... Silvia
- ¿Quién? (1973)
- El carruaje (1972) .... Manuela Juárez
- Tres vidas distintas (1968)
- María Isabel (1966)
- Alma de mi alma (1965)
- Mujercitas (1962)
- Gutierritos (1958) .... Lucrecia